# Паспорт громадянина Азербайджану

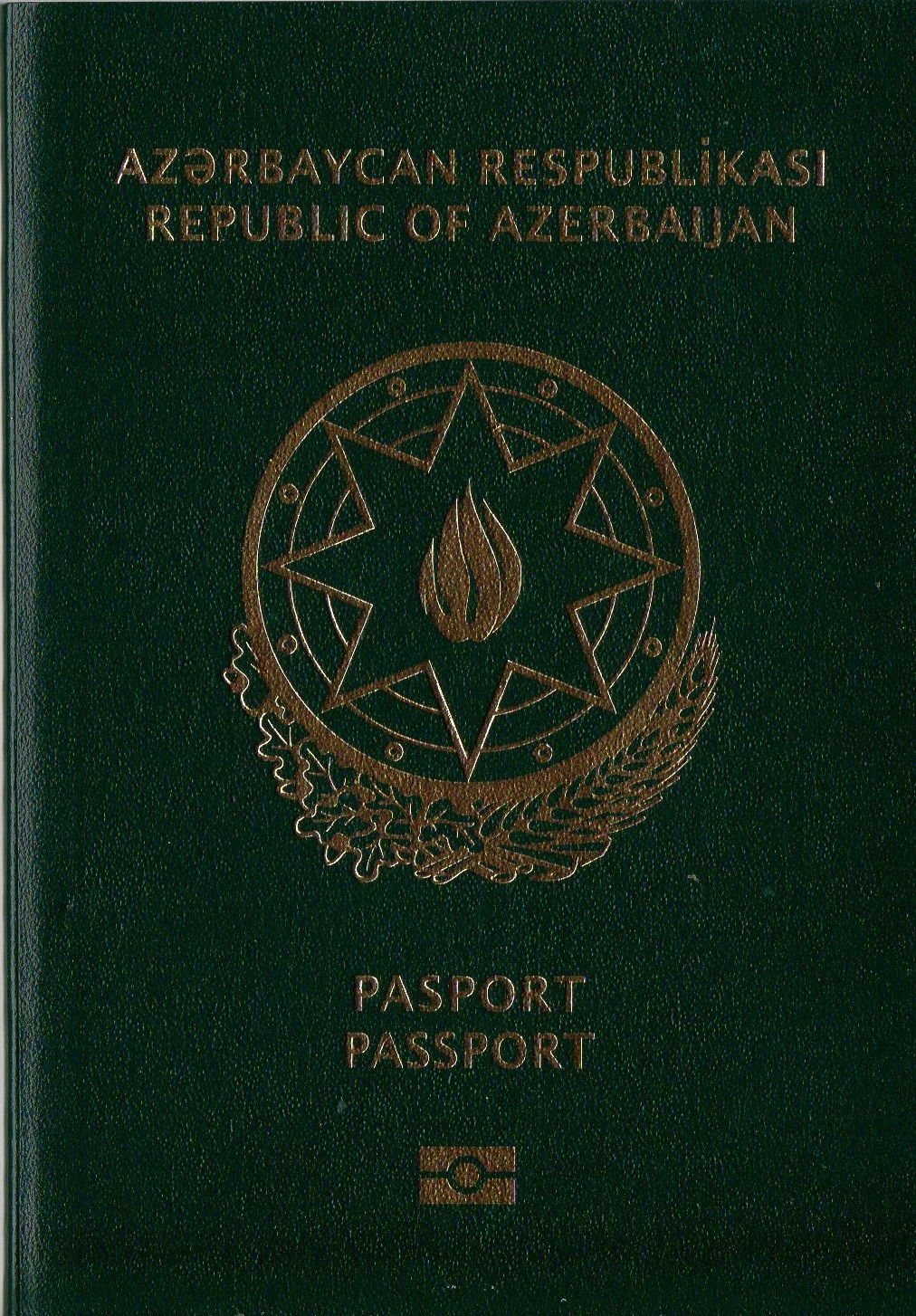
Лицьова сторона обкладинки біометричного паспорта громадянина Азербайджану

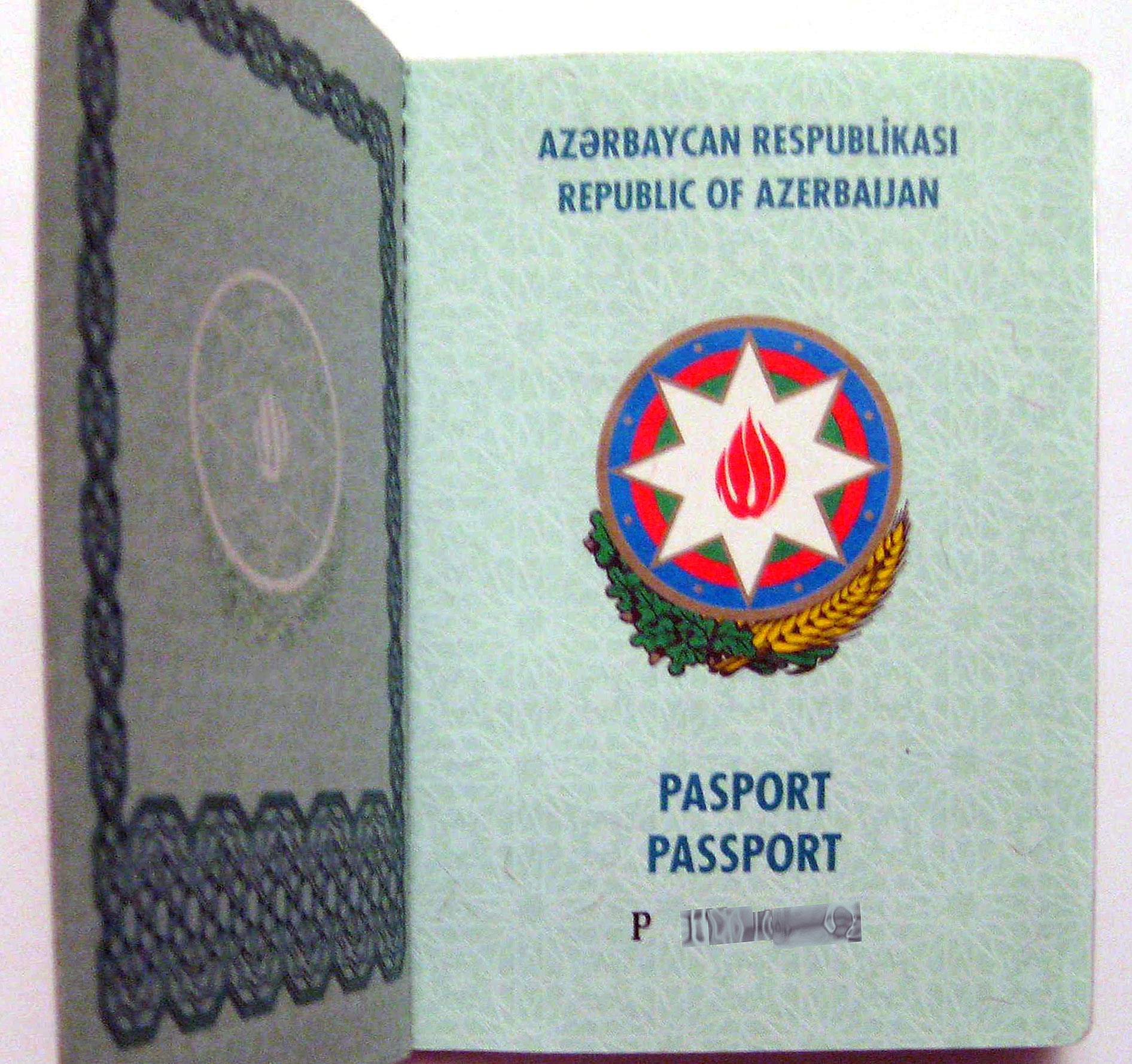
Паспорт громадянина Азербайджану, перша сторінка на якій зображений Герб Азербайджану

Паспорт громадянина Азербайджану — документ, видатний громадянам Республіки Азербайджан. Паспорт громадянина Азербайджану використовується для відвідування інших країн. Термін дії — 10 років. У паспорті 34 сторінки, для віз і спеціальних печаток. Дані громадянина написані азербайджанською та англійською мовами.

## Подорожі без візи
Азербайджан має договори (безвізового в'їзду) з 57 країнами, це означає, що громадяни Азербайджану можуть відвідувати 57 країни для короткострокових візитів, як туристи (без візи).

## Опис
На обкладинці темного кольору, золотистим кольором зображено Герб Азербайджану, у верхній частині написано (азерб. Azərbaycan Respublikasi), а в нижній «Pasport» (обидві написи також нанесені золотим кольором).